# Paraneoptera
Paraneoptera ili Acercaria je nadred insekata koji obuhvata vaši (vaši kore i prave vaši), tripse, i hemiptere, prave bube. On takođe obuhvata izumrli red Permopsocida, poznat iz fosilnog datiranja iz ranog perma do sredine-krede. 